# Clínica (reunión)
La palabra clínica suele utilizarse muy a menudo como sinónimo de Seminario, reunión informativa, o curso de algún arte o disciplina.
El uso de la palabra 'clínica' se emplea para una demostración de un arte en particular, de carácter informal y pedagógico, donde uno o varios especialistas exponen desde su experiencia, estilos y técnicas particulares, generalmente ante una audiencia reducida que toma parte en la presentación haciendo preguntas. Para algunos el término es considerado un modismo, ya que este significado no está incluido dentro de la definición de clínica que hace la Real Academia Española.
Este uso del término proviene de la palabra clinic en el inglés estadounidense para referirse a curso o seminario, definida como: "A school, or a session of a school or class, in which medicine or surgery is taught by the examination and treatment of patients in the presence of the pupils". Sin embargo, la clínica en el campo de las artes se distingue de otros recursos pedagógicos en la intención de su estructura, que pretende la transmisión de conocimiento en un ambiente de mayor horizontalidad. En palabras del crítico de arte Jorge Sepúlveda T.:
"La clínica de artes visuales comparte con la clínica de música esa idea de consulta médica: diagnóstico y tratamiento específico. Por ello no tiene la estructura vertical de traspaso del conocimiento que caracteriza el seminario o la charla, si no su aplicación efectiva".